# Пингераць
Пингераць, Пингераці (рум. Pângărați) — село у повіті Нямц в Румунії. Входить до складу комуни Пингераць.
Село розташоване на відстані 277 км на північ від Бухареста, 13 км на захід від П'ятра-Нямца, 109 км на захід від Ясс, 148 км на північ від Брашова.

## Населення
За даними перепису населення 2002 року у селі проживали 745 осіб. Усі жителі села рідною мовою назвали румунську.
Національний склад населення села:
| Національність | Кількість осіб | Відсоток |
| -------------- | -------------- | -------- |
| румуни         | 736            | 98,8%    |
| цигани         | 9              | 1,2%     |